# Escalfador d'aigua

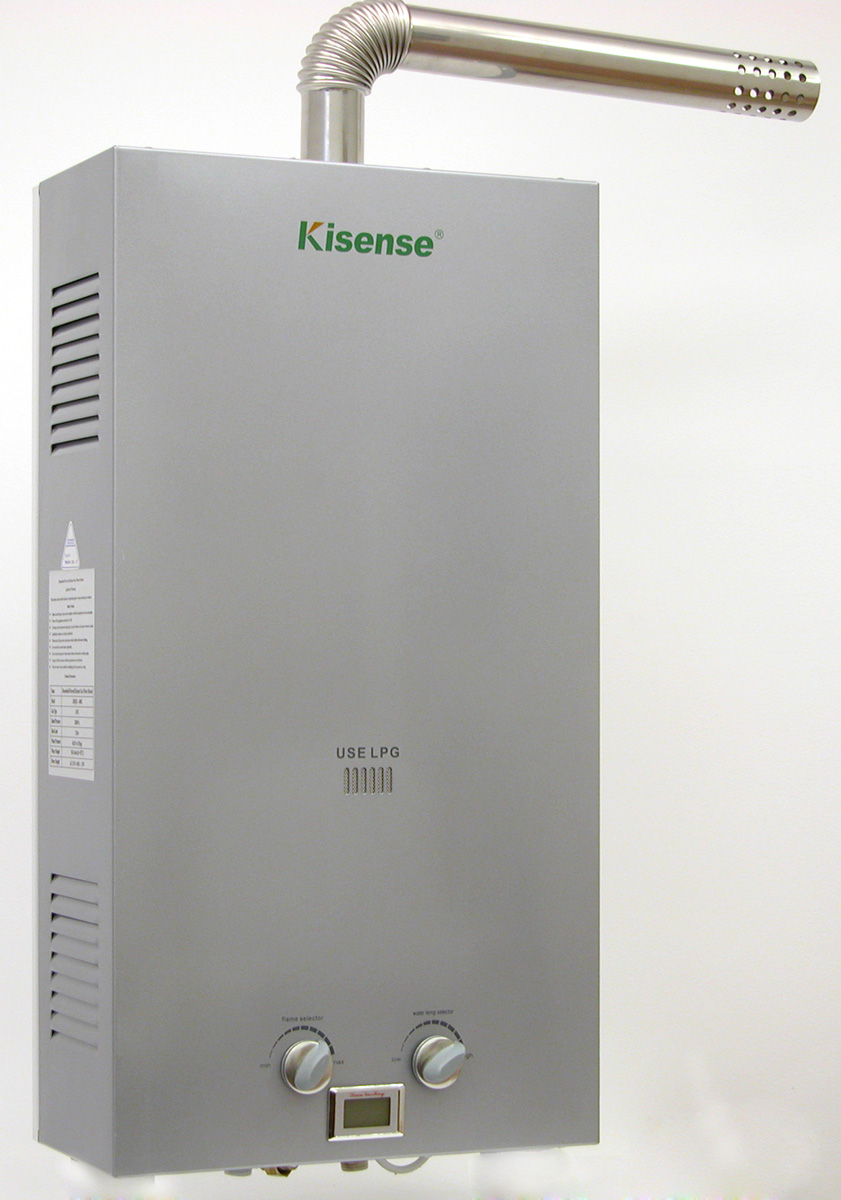
Escalfador d'aigua

Un escalfador d'aigua o caldera és un dispositiu termodinàmic que utilitza energia per elevar la temperatura de l'aigua. Entre els usos domèstics i comercials de l'aigua calenta hi ha la neteja, les dutxes, per cuinar o la calefacció. A nivell industrial els usos són molt variats tant per a l'aigua calenta com per al vapor d'aigua.
Entre els combustibles utilitzats es troben el gas natural, [gas propà] (GLP), carbó i electricitat. Alternativament també es fa servir l'energia solar, bombes de calor (compressor) de frigorífics o de condicionadors d'aire, calor reciclatge d'aigües residuals (no aigües negres) i fins energia geotèrmica. En el cas de les aigües escalfades amb energies alternatives o reciclades, aquestes normalment es combinen amb energies tradicionals.
Els tipus d'escalfadors d'aigua més coneguts són:
- Escalfador de punt
- Escalfador de pas (sense tanc)
- Escalfador d'acumulació
- Caldera (per recirculació).

El tipus d'escalfador i el tipus de combustible a seleccionar depèn de molts factors com la temperatura de l'aigua que es vol assolir, disponibilitat local del combustible, cost de manteniment, cost del combustible, espai físic utilitzable, cabal instantani requerit, clima local, i cost de l'escalfador.

## Tipus d'escalfadors d'aigua

### Escalfadors de punt
Aquests escalfadors són unitats molt petites instal·lades en el mateix lloc on cal l'aigua calenta. Són alimentats amb electricitat i s'activen automàticament per flux o manualment amb un interruptor. El seu ús es redueix a unes poques aplicacions comercials o domèstiques.
Tenen un reduït consum elèctric van des de 1.500 watts a 5.000 W. Només tenen un ús pràctic en països de clima temperat, donada la seva baixa capacitat d'escalfament.
Podem trobar exemples del seu ús instal·lats directament a rentamans o dutxes, comuns a habitatges econòmiques en països de clima temperat.

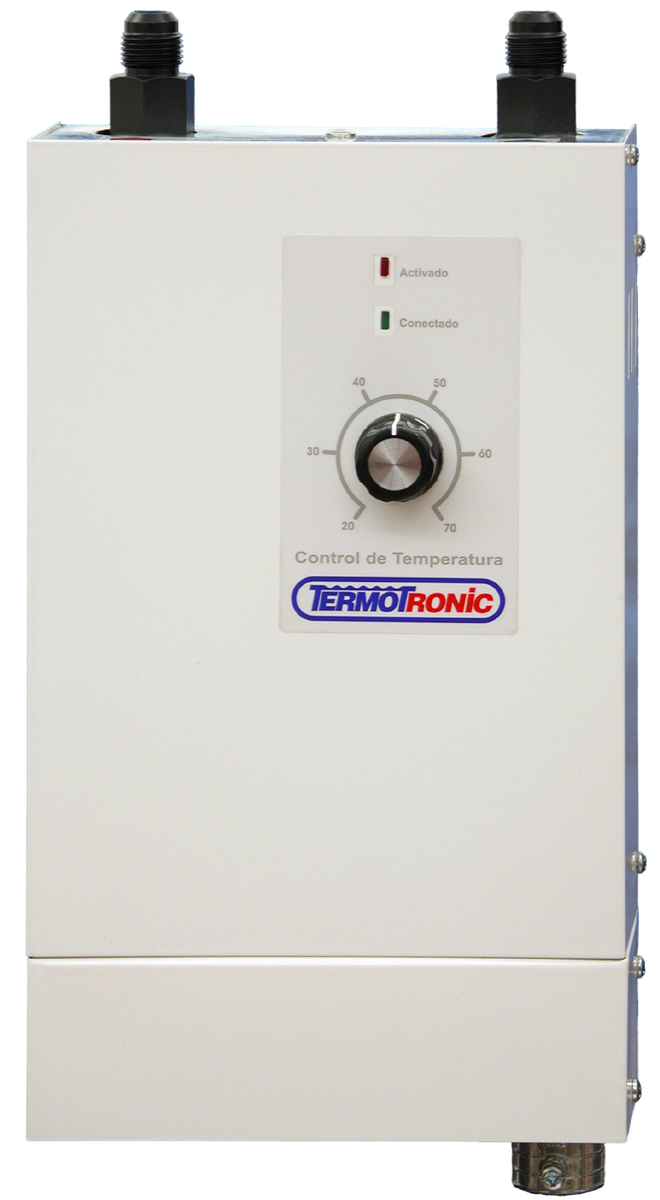
Escalfador de pas elèctric.

### Escalfadors de pas
També anomenats escalfadors instantanis o escalfadors de flux són també de mida reduïda en els models elèctrics i una mica més grans en els models de gas natural o GLP. Són unitats que estan apagats, sense consumir energia, un sensor de flux s'activa quan detecten circulació d'aigua i inicien el seu procediment d'escalfament. Els models elèctrics van des dels 8.000 W (1,91 kcalories/s) fins als 22.000 W (5,26 kcalories/s). Els models de gas poden arribar a les 8 kcal/s com és el cas d'un escalfador de 18 L/min. Els models elèctrics estan equipats amb resistències escalfadores d'immersió i els de gas encenen una crida que escalfa un intercanviador de calor per on circula l'aigua.
Els models més avançats estan equipats amb controls electrònics de temperatura i cabalímetres. D'aquesta manera l'usuari pot seleccionar la temperatura que voleu en graus. El controlador electrònic mesura el flux d'aigua que està circulant, la temperatura d'entrada, i gradua la potència que aplicaran la resistències d'escalfament en el cas dels models elèctrics o la mida de la flama en els models de gas.

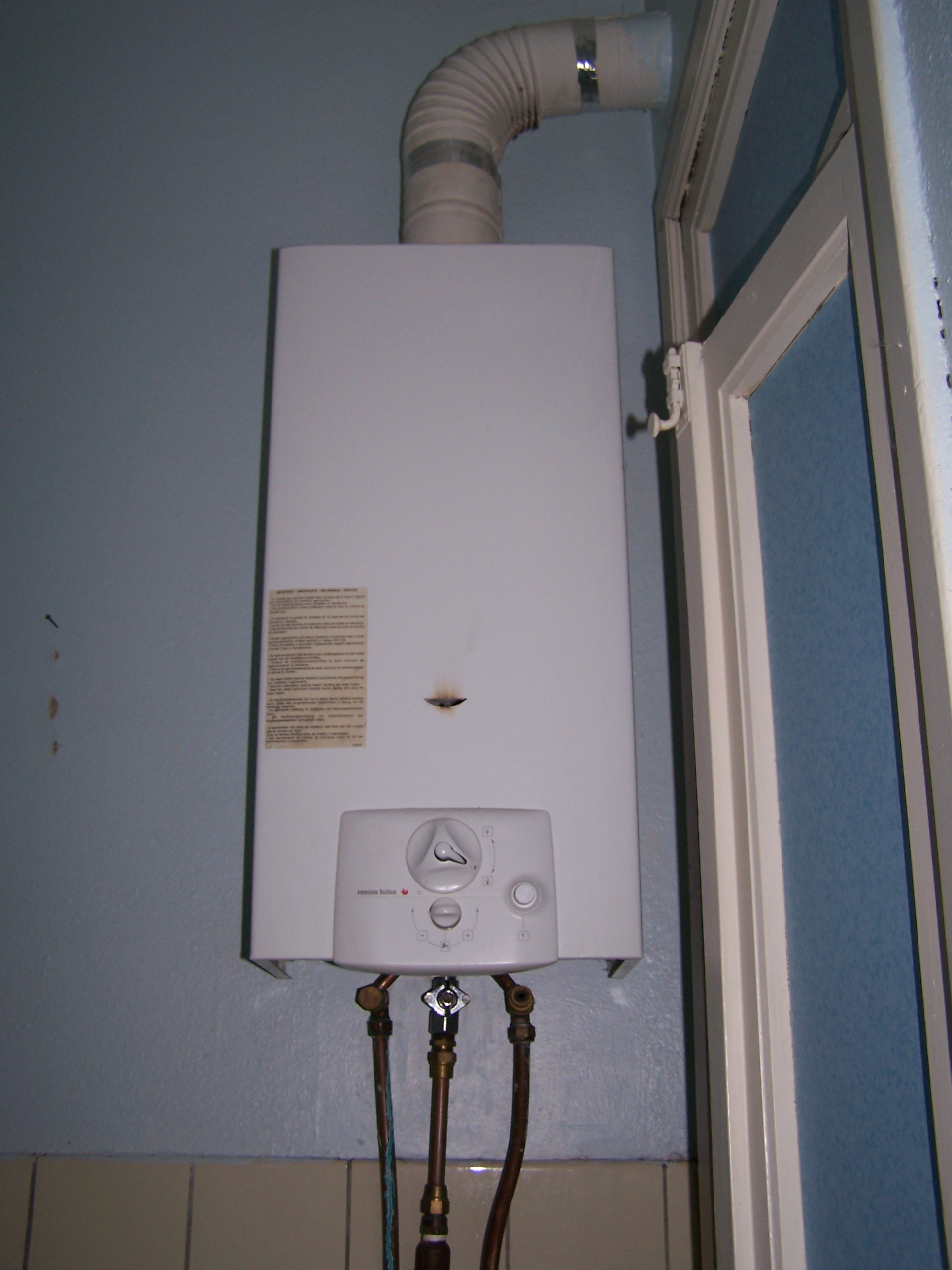
Escalfador de pas de gas.

Els models elèctrics poden aplicar el 99% de l'energia consumida a l'aigua, mentre que els models de gas arriben entre un 80% i un 90% d'eficiència. En el cas dels escalfadors de gas l'energia no utilitzada s'allibera en forma d'aire calent.
Els models elèctrics poden instal·lar-se a llocs tancats perquè no requereixen ventilació. En canvi els de gas han instal·lar-se a llocs ventilats o, si es volen en llocs tancats, han de dirigir els gasos que expulsen a través d'un producte de ventilació a l'exterior.
Els escalfadors elèctrics tenen avantatges d'estalvi d'espai, estalvi d'energia i aigua calenta il·limitada però només són pràctics en països de clima temperat o calenta donada la seva baixa capacitat d'escalfament a grans fluxos d'aigua, o si la temperatura inicial de l'aigua és molt baixa.
Per seleccionar la potència d'un escalfador de pas s'ha de conèixer la quantitat d'aigua que es necessita escalfar i a quina temperatura es vol elevar.
Un exemple pràctic:
Es desitja alimentar dues dutxes de manera simultània. Una dutxa mitjana pot consumir al voltant de 8 L/min.
Si la temperatura d'entrada de l'aigua és de 18 ° C i s'ha d'elevar a 45 °C, llavors caldrà elevar 27 °C a 16 L/min.
S'ha d'aplicar la fórmula següent:
{\displaystyle potencia={\frac {(Tf-Ti)*LPM}{60}}}
{\displaystyle potencia={\frac {(45-18)*16}{60}}=7,2\,{\frac {KCal}{s}}}
Serà necessari un escalfador de 7200 calories/s (uns 30 kW). Un escalfador de gas de 16 L podrà complir amb aquesta tasca.

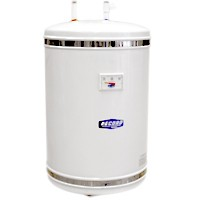
Escalfador de tanc elèctric.

### Escalfadors d'acumulació
Aquests escalfadors són els més econòmics d'explotació; tenen un tanc on acumulen l'aigua i l'escalfen fins a aconseguir una temperatura seleccionada en el seu termòstat. La capacitat del seu dipòsit és molt variable i va des dels 15 litres fins a models de 1000 L. Utilitzen com a energia gas natural, gas propà (GLP), electricitat, carbó, llum solar, fusta o querosè. Per a la selecció de la mida s'ha de considerar la quantitat d'aigua calenta que es pugui requerir en determinat moment, la temperatura d'entrada de l'aigua i l'espai utilitzable.
Aquests escalfadors tenen l'avantatge de subministrar aigua calenta a temperatura constant per tants litres com gairebé la totalitat de dipòsit. A més admet que s'obrin diverses aixetes alhora sense que es vegi afectada la temperatura de l'aigua que produeix, la qual cosa no passa en els escalfadors instantanis. El desavantatge és la mida del dipòsit si no es tria bé, ja que si s'esgotara l'aigua calenta acumulada pot passar una bona estona abans que no es recuperi la temperatura, la qual cosa també depèn de l'energia utilitzada.
En escollir un model d'acumulador, s'ha de tenir en compte el tipus i qualitat d'aïllament tèrmic que posseeix. Si se'n selecciona un model econòmic, es pot pagar aquest estalvi després en la despesa d'electricitat o gas, atès que un aïllament deficient permet que s'escapi la calor de l'aigua a l'ambient, i que l'escalfador hagi de gastar més energia per tornar a recuperar la temperatura.

### Calderes
Les calderes són sens dubte els sistemes més eficients per escalfar i proveir aigua calenta, mantenint una temperatura constant sense importar l'ús. Un sistema de caldera ben equilibrat pot proveir aigua calenta per a calefacció i per a ús directe simultàniament. Les calderes proveeixen vapor per a usos comercials i industrials de manera segura i eficient.
Hi ha diversos tipus de calderes però en el seu concepte bàsic són envasos de metall (coure, acer inoxidable o ferro colat) per on circula l'aigua. Aquest envàs és travessat per barres calents. El combustible per escalfar aquestes barres pot ser gas, combustible fòssil, fusta, fissió nuclear o fins i tot resistències escalfadores si és elèctric. L'aigua circula, en alguns casos per mitjà d'una bomba d'aigua a través de canonades que recorren els llocs on calgui l'aigua calenta o vapor. L'aigua no utilitzada torna a la caldera per reiniciar el cicle. Un sistema de nivell mesura el que falta d'aigua i n'afegeix en cas de ser necessari.
Per als habitatges només es justifica l'ús de calderes en països de climes amb quatre estacions molt marcades, on l'hivern requereixi calefacció per diversos mesos a l'any. En canvi per a determinats usos comercials, per exemple en hostaleria, són gairebé indispensables.

## Costos

### Combustibles
A la llarga, el major cost associat a l'escalfament d'aigua és el combustible, més que el cost de l'equip i la seva instal·lació. L'escalfador d'aigua i la seva instal·lació el paguem una sola vegada, mentre que amb el combustible ho fem tots els mesos.
Sent el gas natural el més econòmic, és l'opció lògica en la majoria dels països. Però el gas natural no està sempre disponible, sobretot en llocs apartats. La segona opció és el gas propà o GLP. Està de part de nosaltres fer treballs de recerca per saber que combustibles hi ha disponibles a la zona i quins ofereixen millors opcions d'estalvi.

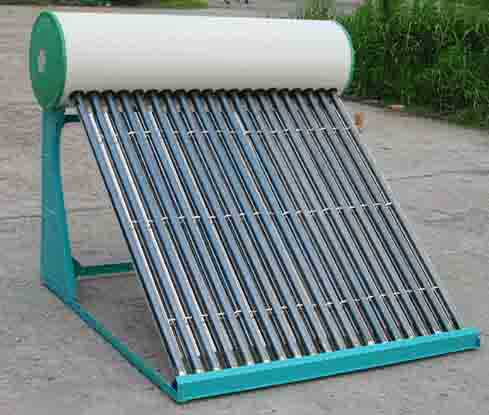
Escalfador solar.

L'energia solar es pot aplicar directament a l'escalfament de l'aigua, hi ha equips comercials que contenen tots els accessoris necessaris per escalfar l'aigua i acumular per a usos posteriors. Si bé aquest sistema no pugui cobrir tot el requeriment d'aigua calenta, és una ajuda que ens permet estalviar energia. Tot i que probablement a l'hivern, quan més necessitem aigua calenta, hi hagi una enorme núvol sobre la nostra casa.
La calor que expulsen els compressors d'aire condicionat o els compressors de refrigeradors també pot ser transferit a l'aigua. Que, de la mateixa manera, encara que no cobreixi totes les necessitats contribueix a l'estalvi.
Un altre sistema emprat per a escalfar aigua consisteix a fer circular per intercanviadors de calor, els quals compleixen la funció de transmetre aquesta energia a la canonada de la xarxa d'aigua corrent que arriba al domicili; utilitzant l'aigua que es rebutja de dutxes, rentada de plats, rentadores o altres màquines o electrodomèstics que descartin aigua calenta. D'aquesta manera, es treu profit a aquestes calories i s'utilitzen per elevar uns quants graus la temperatura de l'aigua que està entrat des del carrer. D'aquesta manera es facilita el treball de l'escalfador.

### Aïllaments
Els aïllaments tèrmics de bona qualitat són costosos, però es paguen amb l'estalvi d'energia. Hi ha dues coses en les quals s'han de cuidar l'aïllament: l'escalfador i les canonades d'aigua calenta. Si es tracta d'un escalfador de tanc o caldera l'aïllament evita que es perdi calor amb l'ambient. Com més pèrdua de calor major serà el consum de combustible. De la mateixa manera les canonades d'aigua calenta perden calor amb l'ambient, a les canonades de coure les que desaprofiten major quantitat de calories. En el cas de les calderes, l'aïllament de les canonades és obligatori.
En referència als escalfadors de pas, encara que aquests no requereixen aïllament tèrmic, aïllar les canonades millora l'estalvi d'energia.
En el cas dels escalfadors de pas una altra opció molt emprada és evitar un sol escalfador gran per cobrir tots els usos i en canvi posar diversos escalfadors de pas a prop dels punts d'ús. Així s'elimina el malbaratament d'energia en llargs trams de canonada fent més eficient el consum d'aigua calenta.

### Manteniment

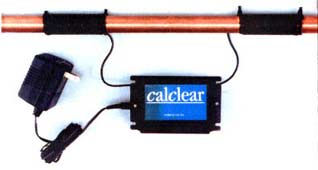
Descalcificador electrònic instal·lat en una canonada de coure.

El manteniment intern d'un escalfador aquesta associat a la qualitat d'aigua que estem escalfant. Aigües amb alts continguts de sals de calci o magnesi (aigües dures) tendeixen a obstruir les canonades d'aigua calenta amb més regularitat que les d'aigua freda. El manteniment preventiu està associat a descalcificadors. Recentment van aparèixer al mercat uns descalcificadors d'aigua electrònics que asseguren evitar l'acumulació de sals dins de les canonades i fins i tot aconsegueixen netejar les sals ja acumulades per efecte de l'erosió.
Els escalfadors de tanc o calderes requereixen addicionalment el buidatge i neteja dels tancs per extreure els sediments acumulats al seu interior. La freqüència d'aquesta neteja depèn de la quantitat de sòlids que contingui l'aigua que escalfem.
Els escalfadors de tanc fets de ferro galvanitzat tendeixen a oxidar-se i corroir-se. Per evitar-ho i allargar la vida dels tancs alguns equips tenen un ànode de sacrifici de magnesi o d'alumini. L'estat d'aquest ànode s'ha de revisar com a part del manteniment anual.
Per al cas dels escalfadors de gas, la neteja i revisió és obligatòria un cop l'any. Les impureses del gas natural (oli o petroli) poden obstruir el radiador.
La revisió dels sistemes de seguretat per personal especialitzat ha d'estar inclòs dins del manteniment que es faci l'equip.

## Seguretat

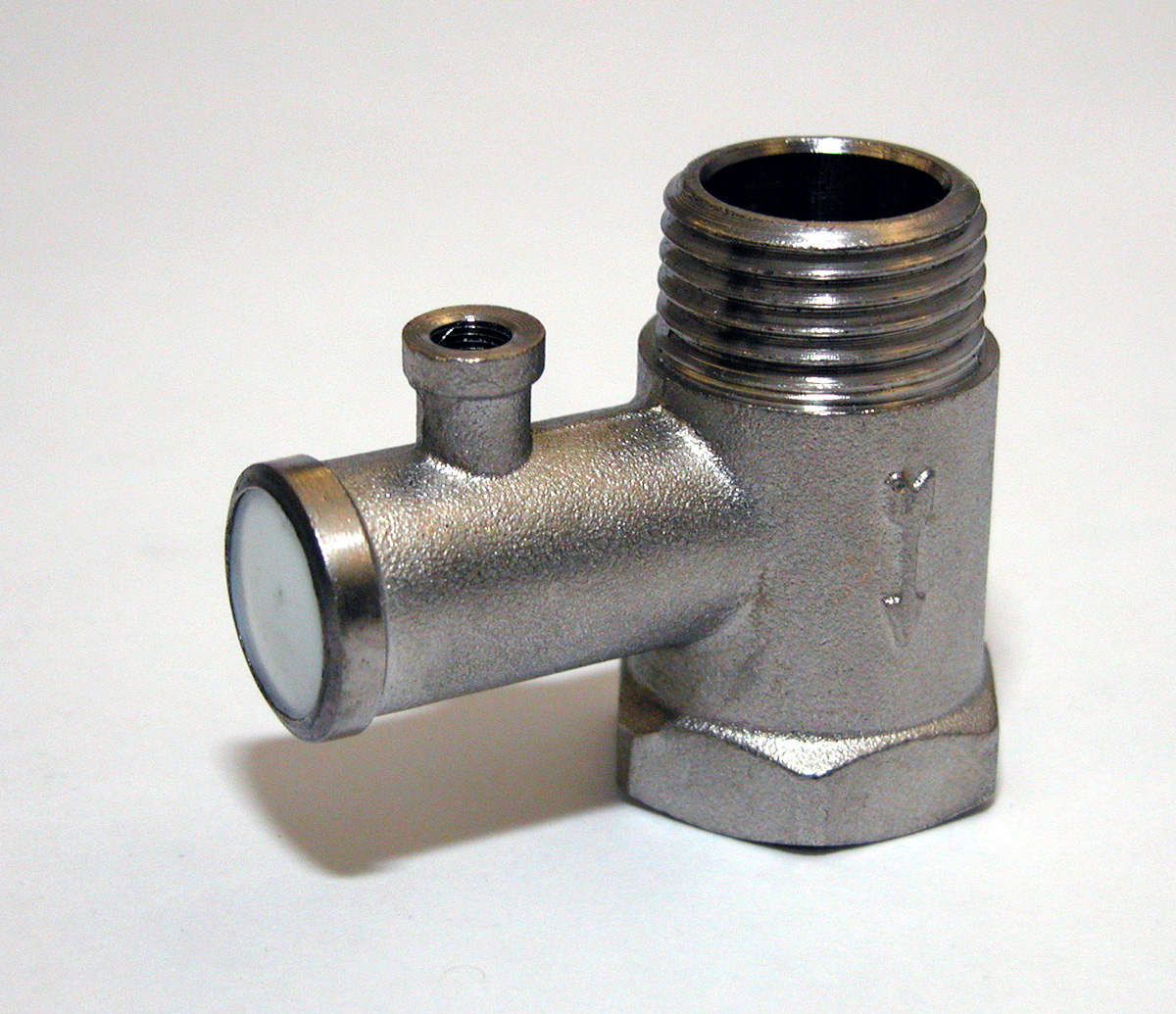
Vàlvula de seguretat.

Encara escalfar aigua ho veiem com un procés normal i res perillós, en realitat sí que ho és. L'aigua en passar dels 100 °C es converteix en vapor, en passar de l'estat líquid al gasós s'expandeix i requereix més espai augmentant la pressió de l'envàs on estigui continguda.

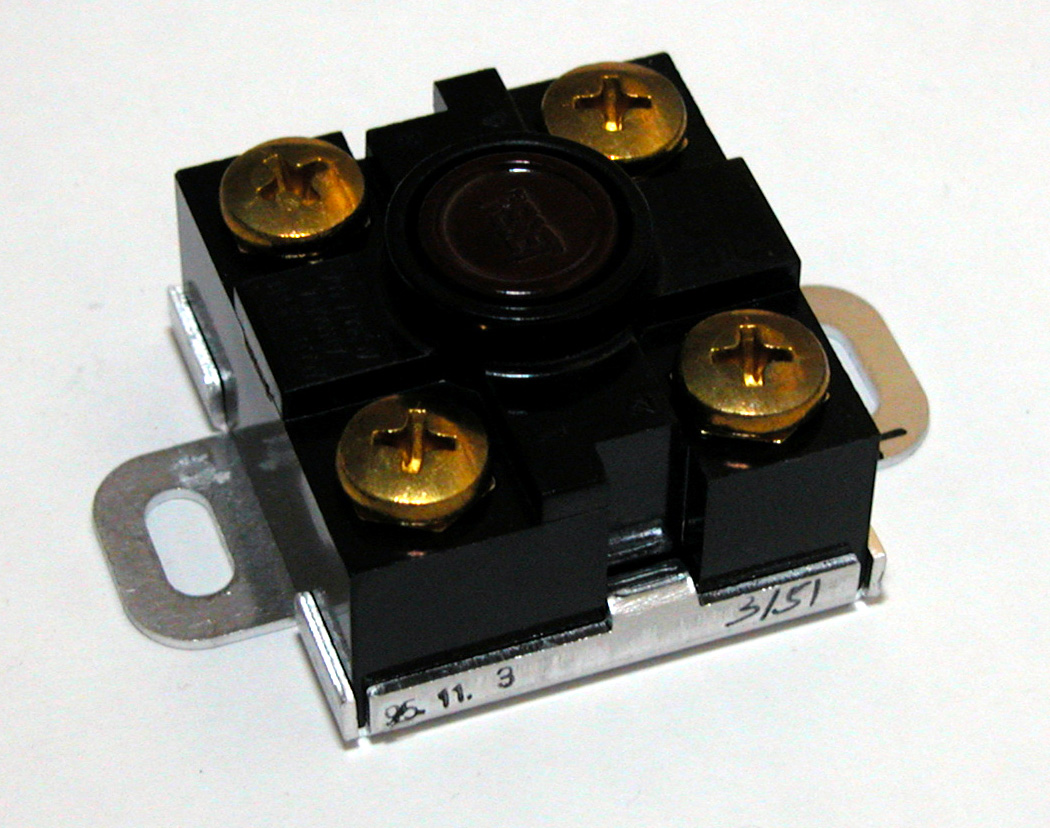
Termòstat de seguretat amb reengegada manual. Si s'escalfa aigua dins d'un envàs hermèticament tancat, quan l'aigua superi els 100 °C, aquest explotarà, de no estar protegit per un termòstat

Encara que en condicions normals és molt difícil que un escalfador d'aigua exploti, és un fet que ha passat abans. Per evitar això, els escalfadors tenen un sistema de control de temperatura i un altre de seguretat.
El sistema de control consisteix en un termòstat que apaga i encén l'escalfador a determinades temperatures de l'aigua. Els sistemes més avançats tenen un sistema de control electrònic, en lloc del termòstat, que regula la potència aplicada a l'aigua.
El sistema de seguretat consisteix en una vàlvula de seguretat i un segon termòstat en alguns casos.
La vàlvula de seguretat allibera la pressió permetent que l'aigua o el vapor surtin del tanc si la pressió interna augmenta de manera perillosa.
En els escalfadors amb un segon termòstat de seguretat aquest està graduat perquè es dispari a una temperatura superior al termòstat de control. D'aquesta manera si el termòstat de control falla llavors es dispararà el termòstat de seguretat per evitar que la temperatura s'elevi per sobre dels 100 °C. Una vegada que es dispara el termòstat de seguretat l'escalfador no tornarà a funcionar fins que se li reiniciar de manera manual, d'aquesta manera ens veurem obligats a canviar o reparar el termòstat de control.